# (955) Alstede
(955) Alstede est un astéroïde de la ceinture principale découvert le 5 août 1921 par l'astronome allemand Karl Reinmuth. Sa désignation provisoire était 1921 JV.
Sa distance minimale d'intersection de l'orbite terrestre est de 0,864044 ua.